# Cristina Grigoraș (Turnerin)

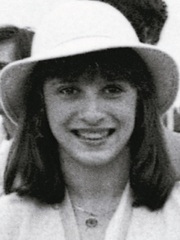
Cristina Grigoraș

Cristina Grigoraș (* 11. Februar 1966 in Satu Mare) ist eine ehemalige rumänische Kunstturnerin.
Sie nahm an den Olympischen Spielen 1980 teil und gewann in Moskau mit der rumänischen Mannschaft die Silbermedaille. Beim Welt-Cup-Finale im selben Jahr wurde Grigoraș Dritte beim Pferdsprung.
1981 gewann sie bei den Europameisterschaften vier Medaillen. Sie wurde Europameisterin im Sprung und gewann Silber im Mehrkampf und am Stufenbarren sowie Bronze am Boden. Bei den Weltmeisterschaften im selben Jahr verpasste Grigoraș knapp die Medaillenränge. Im Mehrkampf und am Stufenbarren wurde sie Fünfte und mit der Mannschaft Vierte. 
1982 nahm Grigoraș an keinen internationalen Wettkämpfen teil und 1983 startete sie nur bei den Ländervergleichen mit der Bundesrepublik und Großbritannien.
Bei den Olympischen Spielen 1984 in Los Angeles gehörte Grigoraș wieder zur rumänischen Stammformation und gewann mit der Mannschaft mit Lavinia Agache, Laura Cutina, Simona Păuca, Mihaela Stănuleț und Ecaterina Szabó die Goldmedaille.